# Nordenskiöldarchipel

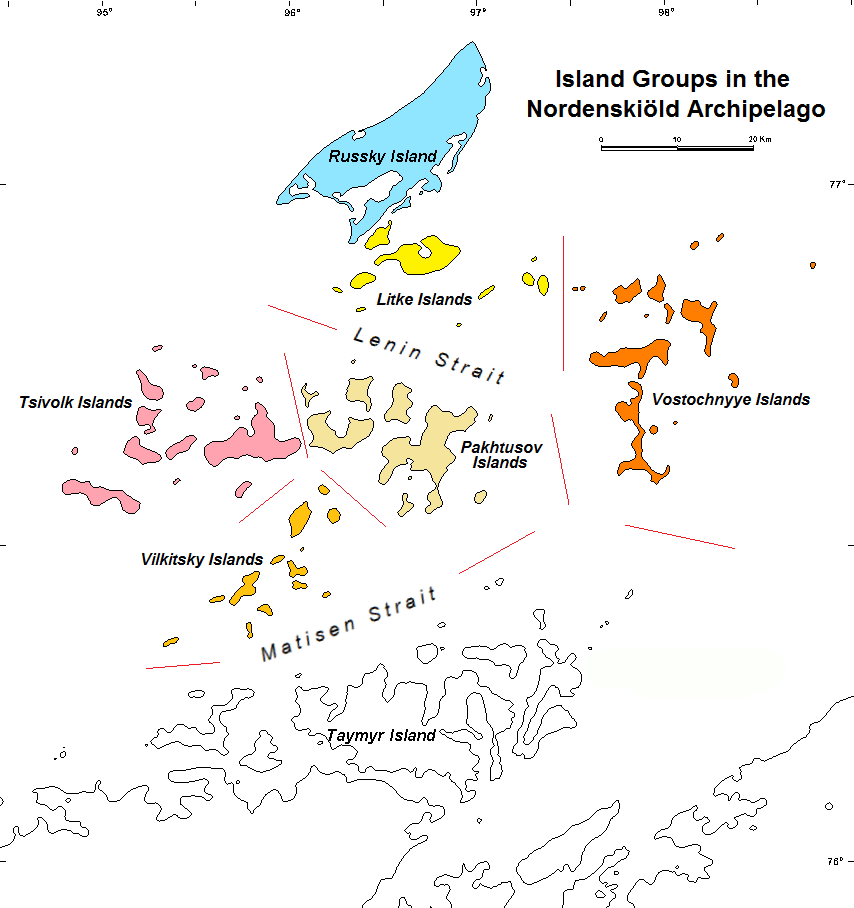
Onderverdeling in groepen

De Nordenskiöldarchipel (Russisch: Норденшельда архипелаг; Nordensjelda archipelag) is een grote en complexe eilandenarchipel ten noordwesten van het Russische schiereiland Tajmyr in het zuidoosten van de Karazee. De eilanden vormen bestuurlijk gezien onderdeel van de kraj Krasnojarsk en vormen daarnaast onderdeel van de zapovednik Bolsjoj Arktitsjeski, het grootste natuurreservaat van Rusland.
Ten zuiden van de eilanden, gescheiden door Straat Matisen, liggen een aantal kusteilanden, die geologisch gezien de voortzetting vormen van de Nordenskiöldarchipel, zoals Nansen en Tajmyr. Op sommige kaarten worden deze eilanden als onderdeel van de archipel aangegeven.
De archipel ligt in een gebied met een poolklimaat. De zee rondom de eilanden is in de winter bedekt met ijs verbonden met het vasteland en ook in de zomer, die normaal gesproken slechts twee maanden duurt, komen er nog veel ijsschotsen voor.

## Eilanden en eilandengroepen
De archipel omspant een afstand van 93 kilometer van west naar oost langs de kust van Tajmyr en omvat 90 afgelegen en onbewoonde eilanden, die hoofdzakelijk zijn opgebouwd uit stollingsgesteente (graniet met een bodemlaag van 0,5 tot 1 meter eroverheen) en bedekt zijn met toendra. De gemiddelde hoogte bedraagt 50 tot 70 meter. De meeste waterwegen tussen de eilanden zijn 50 tot 70 meter diep.
De Nordenskiöldarchipel is verdeeld in meerdere groepen:
- Kolomejtseveilanden (noordoosten; ten noorden van de Vostotsjnyeilanden)
- Litke-eilanden (noorden)
- Pachtoesoveilanden (midden)
- Roesski (noorden; grootste eiland)
- Tsivolko-eilanden (westen)
- Vilkitski-eilanden of Dzjekmaneilanden (zuidwesten)
- Vostotsjnyeilanden (oosten)

De Straat Lenin treedt op als verdeellijn van de eilanden in een noordelijke en zuidelijke groep:
- Noordelijk: Roesski, Litke-eilanden, Vostotsjnyeilanden en Kolomejtseveilanden;
- Zuidelijk: Vilkitski-eilanden, Tsivolko-eilanden en Pachtoesoveilanden.

## Geschiedenis
De eilanden zijn door Fridtjof Nansen vernoemd naar de Finse geoloog en poolonderzoeker Adolf Erik Nordenskiöld tijdens zijn reis met de Fram langs de eilanden in 1893. Tijdens deze reis kwam de Fram vast te zitten in doodwater. Dit fenomeen was tot dan toe onbekend en komt voor in fjorden met smeltwater van een gletsjer, waarbij een dunne laag (zoetwater)ijs wordt afgezet boven zoutwater.
In 1900 werden de eilanden van de Nordenskiöldarchipel onderzocht en in kaart gebracht door kapitein Fjodor Matisen tijdens de Russische poolexpeditie van 1900 tot 1903. Deze tocht op het schip de Zarja werd geleid door baron Eduard von Toll in opdracht van de Keizerlijke Academie van Wetenschappen. Matisen werd door Toll in het vroege voorjaar uitgezonden om de archipel te onderzoeken, terwijl de Zarja overwinterde nabij het eiland Tajmyr. Tijdens het onderzoek werd het grootste deel van de eilanden bezocht en van een naam voorzien door Matisen, die de uitgestrekte bevroren archipel tweemaal doorkruiste op zijn hondenslee.
Hij verdeelde de archipel in de hoofdgroepen zoals hierboven genoemd en voorzag meer dan 40 van de 90 eilanden van een naam. Toll ontdekte dat het moeilijk was om door de archipel te varen omwille van het ijs.
Na de Russische Revolutie werd de archipel opnieuw onderzocht in de jaren 30 van de 20e eeuw door de ijsbreker Georgi Sedov.
In 1937 organiseerde het Arctisch Instituut van de Sovjet-Unie een expeditie op het schip de Topos met als doel de Nordenskiöldarchipel te onderzoeken en de Noordelijke Zeeroute in de Karazee grondig te onderzoeken. De Toros overwinterde in de Ledjanajabaai bij het eiland Bonevi ten westen van het eiland Tajmyr en zeilde tijdens de zomer erna terug naar Archangelsk na een groot aantal eilanden in de Karazee te hebben onderzocht.
Op 25 augustus 1942, tijdens Operatie Wunderland, bracht de Duitse zware kruiser Admiral Scheer de Russische ijsbreker Sibirjakov nabij de noordwestelijke kust van het eiland Roesski aan de noordzijde van de archipel na een ongelijk gevecht tot zinken. Vervolgens voer het schip verder naar het zuidwesten om de militaire installaties van Dikson aan te vallen.